# Ras Dascian
Il Ras Dascian (in amarico ራስ ደጀን, "Capo delle Guardie") è una montagna dell'Africa orientale e con i suoi 4549 metri di altezza  è la massima elevazione dell'Etiopia e la quarta in Africa, dopo il Kilimanjaro, il Monte Kenya e il Monte Stanley. Costituisce la ventitreesima cima più prominente del pianeta.

## Descrizione
Fa parte dei monti Semien protetti per una parte dal parco nazionale del Semien ed è situata nella parte settentrionale del Paese a nord-est del lago Tana.
Il monte (d'estate) è soggetto durante la notte a violente e improvvise bufere di neve, ma, siccome l'escursione termica tra giorno e notte è notevole, le massime giornaliere spesso raggiungono i 5-8 gradi e, di conseguenza, sciolgono gran parte della neve caduta. È anche possibile che, sebbene questa eventualità sia più remota, si verifichino nevicate anche di giorno, a causa di venti provenienti da Oriente che abbassano vertiginosamente la temperatura. Durante il periodo più freddo nevica raramente (perché gran parte delle abbondanti precipitazioni annuali in Etiopia cadono in estate) con giornate soleggiate e fredde e temperature massime che difficilmente superano i -5° gradi.

## Misurazione dell'altezza
L'altezza del Ras Dascian è stata molto dibattuta. Costituisce la misura di montagna più variamente quotata in rete. La misura di 4620 metri del D'Abbadie, effettuata nel 1873 con una poligonale trigonometrica riferita al mare a Gibuti è la più frequentemente riportata. Non è però compatibile con il rilievo dallo Shuttle del 2000, SRTM, che ha la cella di un secondo d'arco più alta in zona a 4527 metri. Il rilievo ammette una tolleranza massima di 30 metri.
Una missione italo-francese dovrebbe aver messo fine alla disputa in modo definitivo. Il 19 settembre 2007, con l'uso della tecnologia GPS differenziale DGPS, due delle tre cime sono state misurate rispettivamente a 4520 e 4549 metri con una tolleranza massima di due metri.
Tra le valutazioni disponibili ed ancora riportate in rete e su diverse carte ricordiamo in ordine crescente:
4440 metri di alcuni siti turistici, 4507 metri di una diffusa carta canadese, 4533 di una valutazione dell'Ethiopian Mapping Agency ora superata, 4543 di un rilievo statunitense dei primi anni sessanta, 4550 della Central Statistic Authority Etiopica, 4620 metri del D'Abbadie nella misura sopra citata, 4663 metri di una significativa carta russa.

## Storia
La montagna fu teatro di una missione coloniale Italiana nel 1936. La seconda guerra d'Etiopia finì ufficialmente sui suoi bastioni, quando il console (grado militare della MVSN equivalente a quello di colonnello) Italo Romegialli, alla guida di 66 alpini prese una misura esagerata delle cime della zona, le più alte vette dell'"Impero", dopo aver messo in fuga Ras Immirù, ultimo generale etiopico. Un attento confronto tra i dati pubblicati dal Romegialli all'epoca e la moderna cartografia rende evidente che intorno al passo del Bwait spostarono la lancetta del barometro Lufft usato per la misura, aggiungendo circa 500 m alla stessa, risultata poi 5050 metri.

## Alpinismo

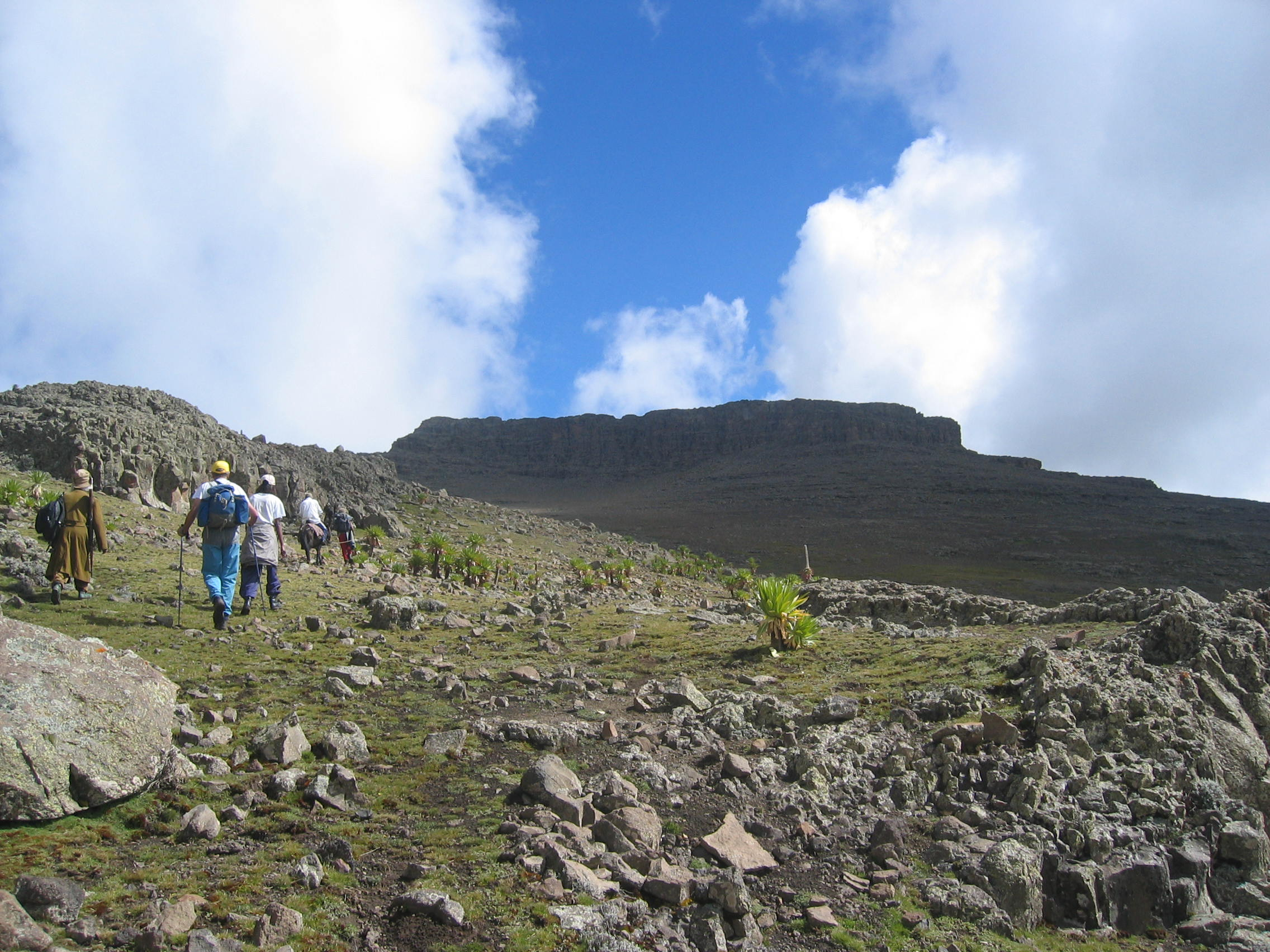
Escursionisti sul Ras Dascian

La prima ascensione del Ras Dascian di cui si ha notizia fu quella di Ferret e Galinier nel 1841. La cima non è distante da alcuni villaggi prossimi ai 4000 metri e dista un'ora di cammino da un sentiero frequentato. Un forte sito a circa 4.100 metri a poco dalla cima è stato teatro di una battaglia fra due dignitari locali (due fratelli con grado di deggiasmacc - colonnelli) molto prima. Un solo breve tratto della salita è di primo grado, mentre dei locali hanno raggiunto la vetta per altra via senza usare le mani. È dunque del tutto improbabile che quella dei due ufficiali francesi sia stata la prima scalata.